# Fridrun Kuhle
Fridrun Kuhle (* 24. Mai 1940 in Seeba) ist eine deutsche Malerin.

## Leben und Werk
Fridrun Kuhle besuchte von 1957 bis 1960 die Arbeiter- und Bauernfakultät an der Hochschule für Bildende Künste Dresden (HfBK) und erwarb das Abitur. Sie lernte dort Wolfgang Kuhle kennen, den sie heiratete. Von 1961 bis 1966 studierte sie bei Rudolf Bergander an der HfBK Malerei. Ihr Lehrer brachte ihr vor allem Otto Dix’ altmeisterliche Malweise bei.
Danach arbeitete Fridrun Kuhle in Dresden als freischaffende Künstlerin. Von 1979 bis 1984 war sie Assistentin im Abendstudium an der HfBK. Dies Tätigkeit musste sie beenden, nachdem sie mit ihrem Ehemann einen Ausreiseantrag in die Bundesrepublik gestellt hatte, der 1986 genehmigt wurde. Sie zog daraufhin mit ihrem Mann nach München und dann nach Braunschweig. Von der DDR wurden beide ausgebürgert.
In Braunschweig war Fridrun Kuhle von 1989 bis 1997 Leiterin der Torhaus Galerie des Bundesverbands Bildender Künstlerinnen und Künstler (BKK).
Nach der deutschen Wiedervereinigung zog sie mit ihrem Mann 1997 nach Mecklenburg auf ihren alten Land- und Familiensitz in Neuendorf.
Mehrere Bilder Fridrun Kuhles, die Institutionen oder Betriebe in der DDR erworben hatten, befinden sich im Sächsischen Kunstfonds.

## Mitgliedschaften
- bis 1986: Verband Bildender Künstler der DDR
- bis 1986: Genossenschaft Bildender Künstler
- seit 1986: BBK

## Rezeption
„Kuhles Oeuvre ist klein, aber was sie geschaffen hat, ist über jeden Ismus erhaben und von Dauer. Es sind Stillleben und Portraits, Halbfiguren oder Köpfe, als Dreiviertelprofil sehr präzise ins Bildrechteck gesetzt, getragen von der festen Säule des Halses und umrahmt von der plastischen Masse des Haares.“
Regine Nahrwold, Kunsthistorikerin

## Werke (Auswahl)
- Eine frohe Zukunft (1972; Öl; auf der VII. Kunstausstellung der DDR)[5]
- Porträt Ute (1978; Öl auf Leinwand; auf der IX. Kunstausstellung der DDR)

## Ausstellungen (unvollständig)

### Einzelausstellungen
- 1969: Dresden (mit Wolfgang Kuhle)
- 1981: Bautzen
- 1982: Dresden, Galerie Comenius (Malerei und Zeichnungen)
- 1990: Hechendorf am Pilsensee, Rotary Club (mit Wolfgang Kuhle)
- 2001: Rostock, Mönchentor-Galerie (mit Wolfgang Kuhle)

### Teilnahme an Ausstellungen
- 1972/1973 und 1982/1983: Dresden, VII. und IX. Kunstausstellung der DDR
- 1972, 1974 und 1979: Dresden, Bezirkskunstausstellungen
- 2015: Libnow, Herrenhaus Libnow („Weggefährden“)
- 2019: Ueckermünde, Kunstraum der Friedrich-Wagner-Buchhandlung (Stillleben und Porträts)